# Peter Anker
 Der er for få eller ingen kildehenvisninger i denne artikel, hvilket er et problem. Du kan hjælpe ved at angive troværdige kilder til de påstande, som fremføres i artiklen.

 For alternative betydninger, se Peter Anker (flertydig). (Se også artikler, som begynder med Peter Anker)
Peter Anker (født 1744 – død 1832) var kongelig guvernør over de danske besiddelser i Indien.
Anker blev født ved Fredrikshald (Halden) og var af den norske Anker-slægt, som havde stor indflydelse på politik og økonomi i Norge. Anker tog som ung på en seksårig uddannelsesrejse til England, Tyskland og Frankrig. Han var stærkt engelsk orienteret både politisk og kulturelt, og hans væsentlige indsats kom til at ligge i England. I 1773 blev han konsul i den vigtige fiskerby Hull, og under USA's uafhængighedskrig virkede han med betydelig dygtighed for den neutrale danske skibsfart som konsul i London. Det var som en anerkendelse heraf, at han i 1784 blev udnævnt til generalkonsul i Storbritannien.

## Guvernør i Indien
I London mødte han de såkaldte nabober, britiske rigmænd der havde tjent deres store formuer i Indien. Han vidste, at også danskere var vendt hjem fra Indien som velhavere, og det var almindeligt kendt, at guvernøren i Indien ønskede en afløser. Anker havde brug for penge, da han i London havde skaffet sig en stor gæld; derfor søgte han posten. Anker havde gode forbindelser til København og finansminister Ernst Schimmelmann, og i sin ansøgning til posten kunne han også pege på sine engelske forbindelser, der ville være værdifulde i Indien. På den baggrund blev han guvernør i Trankebar med rang af generalmajor. Peter Anker steg i land på Trankebar 11. maj 1788. Hans økonomiske udgangspunkt var som sagt dårlig, og i februar 1789 klagede han til finansmnisteren over lønnen på 3.000 rigsdaler. Under revolutionskrigene gik Anker sammen med Trankebars største handelshus, Harrop & Stevenson om at afsende to direkte ekspeditioner til København. I begge tilfælde bragte ekspeditionerne Anker endnu større tab, og hans gæld var mellem 40.000 og 50.000 rigsdaler. Hans situation blev yderligere forværret efter han havde udstedt veksler, som der ikke var dækning for. Guvernøren måtte gennem sin bror, Carsten Anker, sende bønskrifter til københavnske storkøbmænd. Som eneste udvej søgte han at gifte sig til penge. Han bad i desperation broderen om at fremskaffe en rig enke. Det lykkedes ikke.
Efter 12 år på Trankebar var Peter Anker en ødelagt mand. Økonomiske bekymringer havde spillet en væsentlig rolle. 27. februar 1806 forlod han Trankebar, hvor han efterlod en gæld til den kongelige kasse på omkring 21.000 rigsdaler. Hans gæld blev afviklet, og han beholdt sin fulde guvernørpension. Peter Anker vendte hjem til Norge og levede et stille liv på gården Øraker ved Christiania, hvor han døde i 1832.

## Eksterne henivisninger
- Anker, 1. Peter i Salmonsens Konversationsleksikon (2. udgave, 1915)